# Formaggio di capra siciliana
Il formaggio di capra siciliana (in siciliano: formaggiu ri capra) è un formaggio di latte caprino e un prodotto tipico siciliano.
È una produzione tipica siciliana, come tale è stata ufficialmente riconosciuta e inserita nella lista dei prodotti agroalimentari tradizionali italiani (P.A.T) del Ministero delle politiche agricole alimentari e forestali (Mipaaf).

## Storia
Le origini di questo formaggio sono molto antiche e risalgono addirittura all'XI secolo a.C., Omero narra di una bevanda a base di formaggio caprino grattato. Aristotele, nel IV secolo a.C. soffermandosi sulle tradizioni casearie siciliane cita il gusto del latte caprino. Nel periodo Romano, II secolo a.C., Varrone esalta le qualità del latte di capra e dei formaggi caprini. Una menzione alla bontà del formaggio caprino appare nel Corso compiuto di agricoltura teorica pratica ed economica dell'abate Rozier verso la fine del XVIII secolo.

## Caratteristiche
Il formaggio di capra siciliana formaggio a pasta dura e cruda. La forma è cilindrica a facce piane o solo lievemente concave. La crosta, oleosa dopo la cappatura con l'olio, è bianco-giallognola e sulla sua superficie si vedono i solchi lasciati dal canestro in cui viene formata. All'interno la pasta è compatta scarsamente occhiata, ha un colore bianco tenue tendente al giallo paglierino. Il sapore è piccante.

## Produzione
È prodotto con tecniche tradizionali. Il latte viene fatto coagulare in una tina di legno a 35 °C con caglio in pasta di agnello o capretto o un misto dei due per 45 minuti. La cagliata viene fatta spurgare con le mani dopo essere stata posta in canestri di giunco detti fascedde. Queste lasciano sulla superficie della forma una particolare modellatura. In questa fase può essere aggiunto pepe nero in grani o peperoncino in fiocchi. Nella fase successiva la forma viene scottata per 4 ore con la scotta calda e infine posta su un tavoliere di legno ad asciugare. Il giorno seguente viene eseguita la salatura, eseguita una o due volte ancora ad intervalli di dieci giorni. La stagionatura arriva fino a tre o quattro mesi.

## Denominazione e differenze con ilPadduni
La denominazione "formaggio di capra siciliana" insieme alla locale dicitura formaggiu ri capra è stata riconosciuta dalla Regione Siciliana con decreto del 28 dicembre 1998 ed inserito ai sensi del D.M. n° 350 dell'8 settembre 1999 nell'elenco dei P.A.T costituito presso il Mipaaf.
Il formaggio di capra siciliana differisce dal Padduni, altro P.A.T. siciliano, sia per la sua forma cilindrica, mentre il padduni è sferico, sia per il suo peso di tre chili che è dieci volte maggiore di quello del padduni. I due formaggi differiscono anche per la salatura e per la stagionatura: il formaggio di capra siciliana è stagionato almeno tre mesi mentre il padduni si consuma fresco.